# Lucha Villa
Luz Elena Ruiz Bejarano (Camargo, 30 de novembro de 1936), mais comumente conhecida pelo seu nome artístico Lucha Villa, é uma cantora e atriz mexicana.

## Primeiros anos
Nascida em Santa Rosalía de Camargo, Chihuahua, Luz Elena Ruiz Bejarano recebeu seu pseudônimo "Lucha Villa" do produtor de televisão Luis G. Dillon ("Lucha" um hipocorismo para Luz Elena, e "Villa" em homenagem a Pancho Villa). Tem sido uma presença constante na música popular e no cinema desde o início dos anos 1960. Os primeiros sucessos de Villa incluíram "Media vuelta", de José Alfredo Jiménez, bem como "La cruz del cielo" e "Viva quien sabe querer"
Na década de 1970, Lucha Villa viajou para Denver, Colorado, para se apresentar em um benefício para a Cruzada pela Justiça, programas juvenis e escolares.
Em 1996, Villa, juntamente com Lola Beltrán e Amalia Mendoza, gravou o álbum de estúdio Disco del Siglo: Las Tres Señoras, produzido por Juan Gabriel, reconhecendo suas duradouras contribuições para os fanáticos por música em todo o México e América Latina.

## Carreira de atriz
Apareceu em vários filmes durante os anos 1950 e início dos anos 1960, recebeu seu primeiro papel principal em El gallo de oro (1964), e estrelou Me cansé de rogarle, um musical com Jiménez e a estrela da gravação Marco Antonio Muñiz. Apareceu em cerca de cinquenta filmes e ganhou um Ariel Award for Best Actress (o equivalente mexicano ao Oscar) por Mecánica nacional (1973).

## Vida pessoal

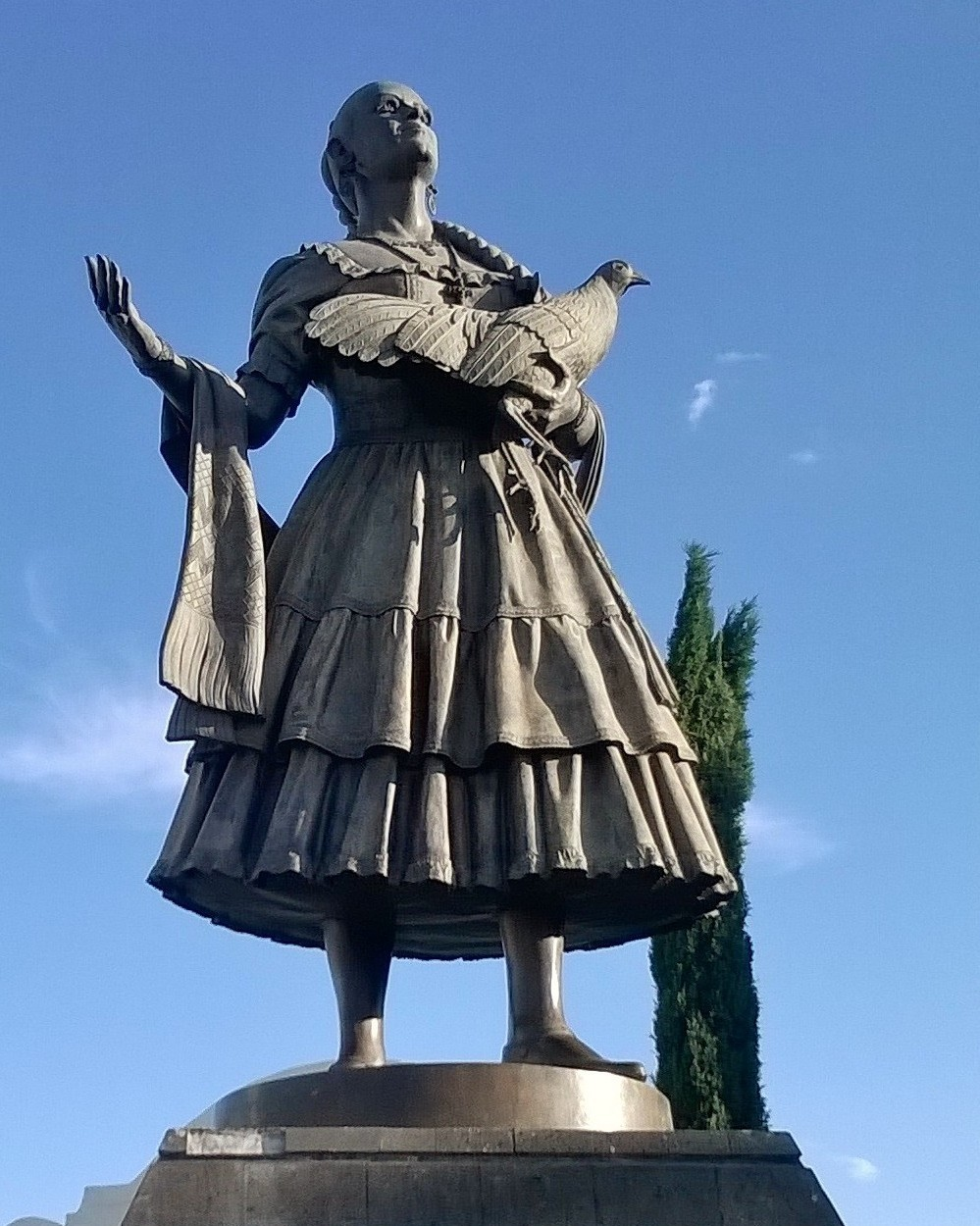
Uma estátua de Villa

Entrou em coma devido a complicações durante uma cirurgia em agosto de 1997, mas se recuperou após uma longa estadia no hospital, e apareceu na televisão esporadicamente desde então. Foi casada cinco vezes: Mario Miller (1951-1958), Alejandro Camacho, Arturo Durazo (guitarrista dos Los Apson, 1960), Justiniano Rengifo (de Zacatecoluca, El Salvador, 1974) e Francisco Muela. Lucha Villa tem três filhos: Rosa Elena (1953), Carlos Alberto (1954) e María José (1974).

## Filmografia selecionada
- The Empire of Dracula (1967)
- National Mechanics (1972)

## Entrevistas
- Val De La O entrevista Lucha Villa